# An Officer's Miss
Pour plus de détails, voir Fiche technique et Distribution.
An Officer's Miss est un film américain sorti en 1917.

## Fiche technique
- Titre original : An Officer's Miss
- Société de production : Keystone
- Société de distribution : Keystone
- Pays de production :  États-Unis
- Langue originale : anglais
- Format : noir et blanc — 35 mm — 1,37:1 — Film muet
- Durée : une bobine
- Date de sortie : États-Unis : 2 décembre 1917
- Licence : Domaine public